# Adriana Spilberg

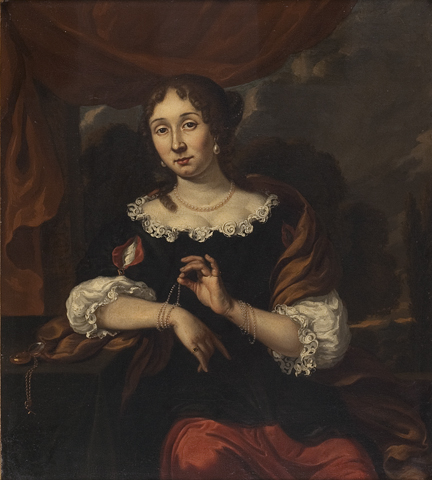
Portret kobiety, Adriana Spilberg, między 1675 a rokiem 1700, w zbiorach narodowych Holandii (Rijkscollectie)

Adriana Spilberg (ur. 5 grudnia 1650 w Amsterdamie, zm. po 1697/w 1700/w 1703 r. w Düsseldorfie) – holendersko-niemiecka malarka i portrecistka działająca na dworze elektora Palatynatu Reńskiego Jana Wilhelma Wittelsbacha.

## Życiorys
Adriana Spilberg była córką niemiecko-holenderskiego malarza barokowego Johannesa Spilberga (1619–1690), który pracował dla elektorów Palatynatu Reńskiego.
Niewiele wiadomo na temat jej życia i działalności malarskiej. Większość informacji pochodzi z jej biografii autorstwa Arnolda Houbrakena (1660–1719), zamieszczonej w jego dziele o XVII-wiecznych malarzach holenderskich – De groote Schouburgh der Nederlantsche Konstschilders en Schilderessen (1718–21). Houbraken podaje, że Johannes Spilberg uczył córkę malarstwa od najmłodszych lat. Rodzina Spilbergów mieszkała w Amsterdamie, a Johannes Spilberg pracował w Düsseldorfie, dokąd na polecenie elektora chciał sprowadzić córkę, która odmówiła przeprowadzki. Elektor wysłał Spilberga do Amsterdamu, któremu w końcu udało się sprowadzić córkę do Düsseldorfu. 
W 1864 roku Adriana poślubiła malarza Willema Breekvelta (1658–1687), z którym miała trzech synów. Po śmierci Breekvelta wyszła ponownie za mąż w 1697 roku za holenderskiego pejzażystę Eglona van der Neera (1634–1703), który po śmierci Spilberg objął funkcję malarza nadwornego w Düsseldorfie.
Nie wiadomo dokładnie, kiedy i gdzie zmarła – Digitaal Vrouwenlexicon van Nederland podaje, że zmarła po 1697 r. w Düsseldorfie, Julia K. Dabbs (2017), że w 1703 roku, natomiast w Dictionary of pastellists before 1800 podano rok 1700. 

## Działalność malarska
Adriana Spilberg malowała głównie portrety. Pracowała również wraz z ojcem nad freskami w pałacu elektorskim.  